# 金精峠
金精峠（こんせいとうげ）は、栃木県日光市と群馬県利根郡片品村との境にある標高2024mの峠である。
多くはその付近を指すが、山道の峠を金精峠と呼ぶ。周りを白根山、男体山などの高山で囲まれる高所のため、峠の標高は2000m超と高い。峠下には国道120号の金精トンネル(全長755m)が、標高1840mの高度を貫いている。

## 概要
金精峠は、温泉ヶ岳と金精山との鞍部にあたる（北緯36度49分08秒 東経139度23分42秒 / 北緯36.81889度 東経139.39500度）。日光山の修行僧の峰修行の路として開かれたと言われ、峠には男根を御神体とする金精神社が祀られている。1872年には群馬県側の出資によって約18kmに渡る峠越えの道路が開削され、自動車交通以前には「日光道」として交易路となっていた。
1961年、太平洋と日本海の観光地を結ぶ「日本中部横断観光道路」構想に組み入れられ、日本道路公団の手で建設が進められたが、群馬県側の沼田市までの区間は砂利道ですれ違い施設も少なく「林道さながら」という状況にあり、完成後しばらくの期間の利用者数は低迷した。
峠下を貫く国道は国道120号であり、日本ロマンチック街道の一部に属す。1965年に開通した道路はかつて有料道路（1995年無料化。普通車840円）であったことから「金精道路」という名称がつけられており、その名残りで金精トンネルの看板は現在も一般道路向けの青色のものではなく、高速道路等の自動車専用道路で用いられる緑色のものである。
日光側はいろは坂を登り、中禅寺湖、戦場ヶ原、湯ノ湖の先に位置し、沼田方面の片品側は片品村役場から丸沼、菅沼を通った先に位置する。前後の区間には急なヘアピンカーブが続く場所もある。
寒冷な高地で積雪が多く5月頃まで残るため、峠近くはスノーシェルターで覆われ、12月中旬から4月中旬までの冬季は完全閉鎖となる。たびたび付近で雪崩が起こるため、春期に開通してからも一時通行止めになることがよくある。

## 由来
道鏡の男根を金精神として峠に祀ったのが、その名前の由来とされている。詳しくは金精神社の項目を参照のこと。

## 風景
湯ノ湖、男体山、戦場ヶ原など奥日光を一望できる。

## 交通
金精峠までの最短のルートは、峠下の金精トンネル日光市側入口にある駐車場から徒歩で山道を約30分ほど登る。なお、トンネル駐車場の前をトンネルの開通している夏季限定で関越交通の湯元温泉線が経由する。